# Oldsmobile Cutlass
Oldsmobile Cutlass — спочатку компактний, а надалі середньорозмірний автомобіль, що випускався відділенням Oldsmobile американської компанії General Motors в 1961-1999 роках.
Cutlass був введений в 1961 році як люксова комплектація для безрамного компактного модельного ряду Oldsmobile F-85, але найбільшого успіху він здобув як середньорозмірний автомобіль з рамною конструкцією.
У 1976 році автомобіль Oldsmobile Cutlass став найбільш продаваним автомобілем у Північній Америці. На початку 80-х років продажу досягали 1 мільйона.
До 1980 року назва «Cutlass» була застосована до різних моделей Oldsmobile з додаванням другого найменування для їх відмінності. Сюди входили компактний Cutlass Calais, середньорозмірний Cutlass Ciera, універсал Cutlass Cruiser, а також середньорозмірний преміум-клас Cutlass Supreme.

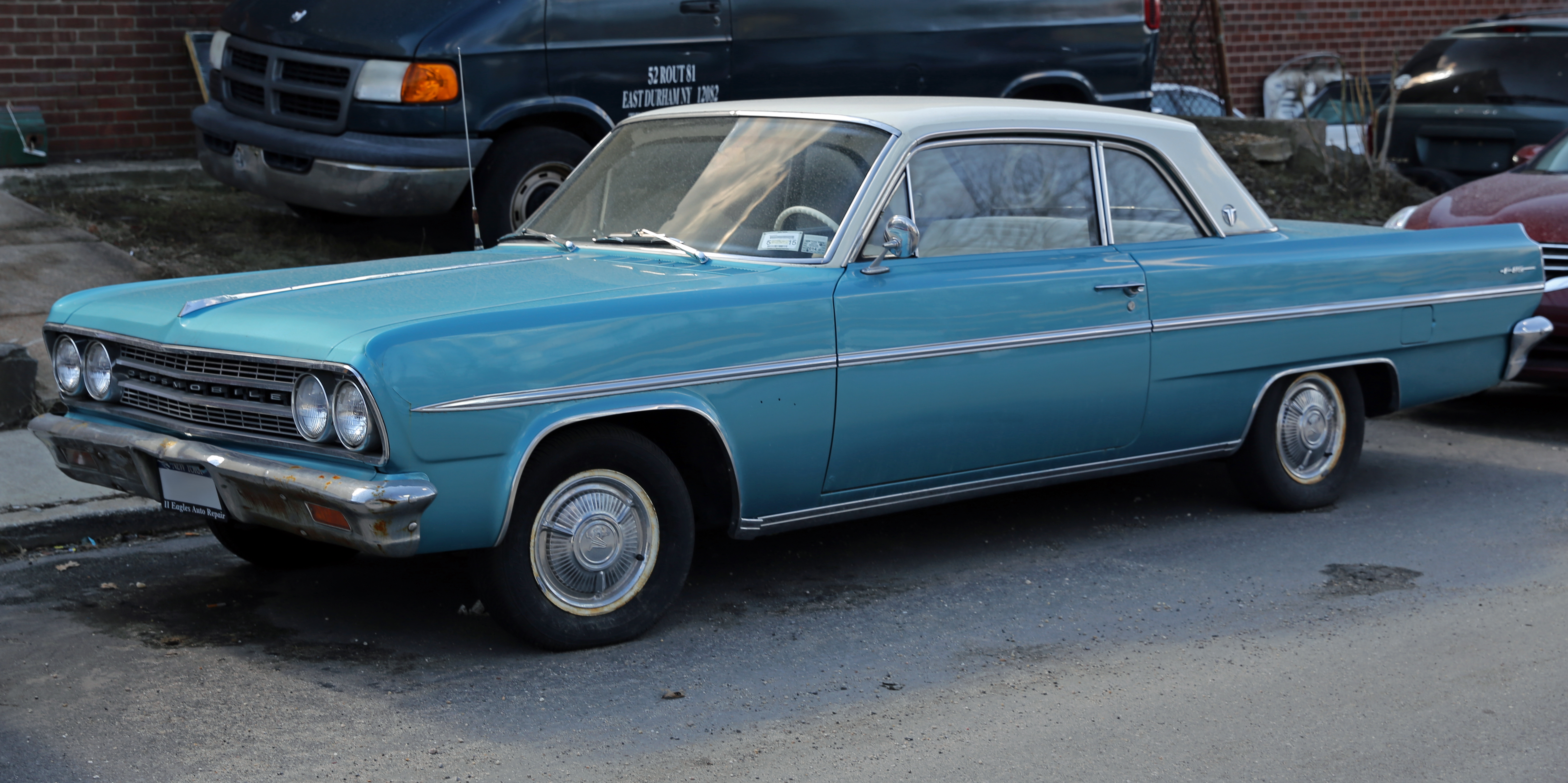
Oldsmobile F-85 Cutlass (1961–1963)
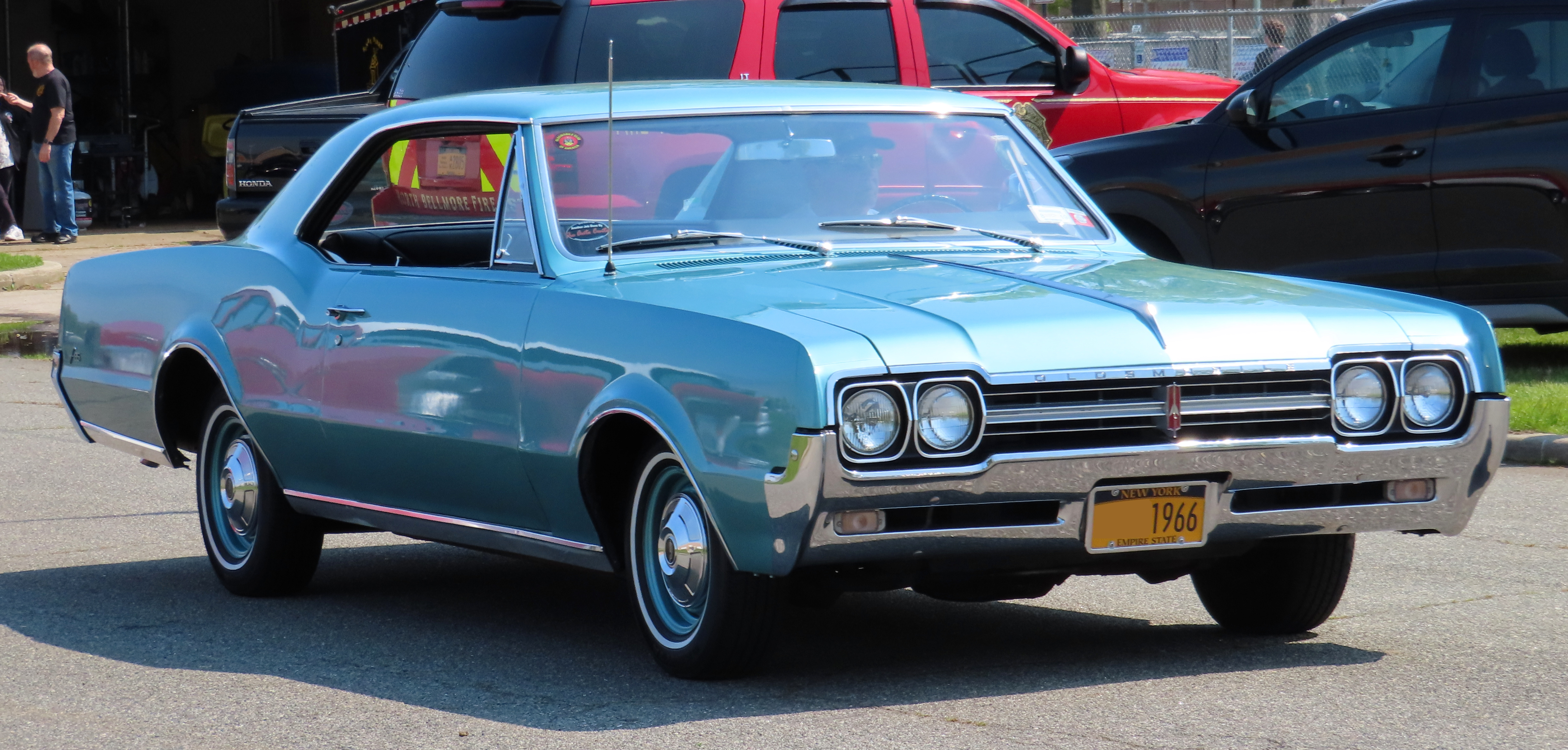
Oldsmobile F-85 (1964–1967)
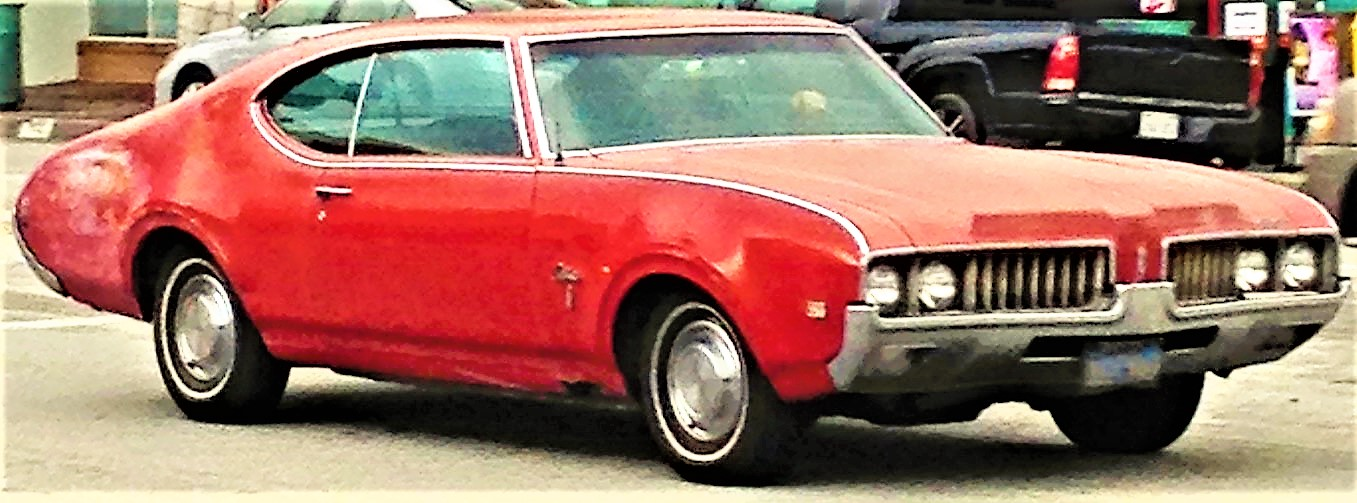
Oldsmobile Cutlass Sport (1968–1972)
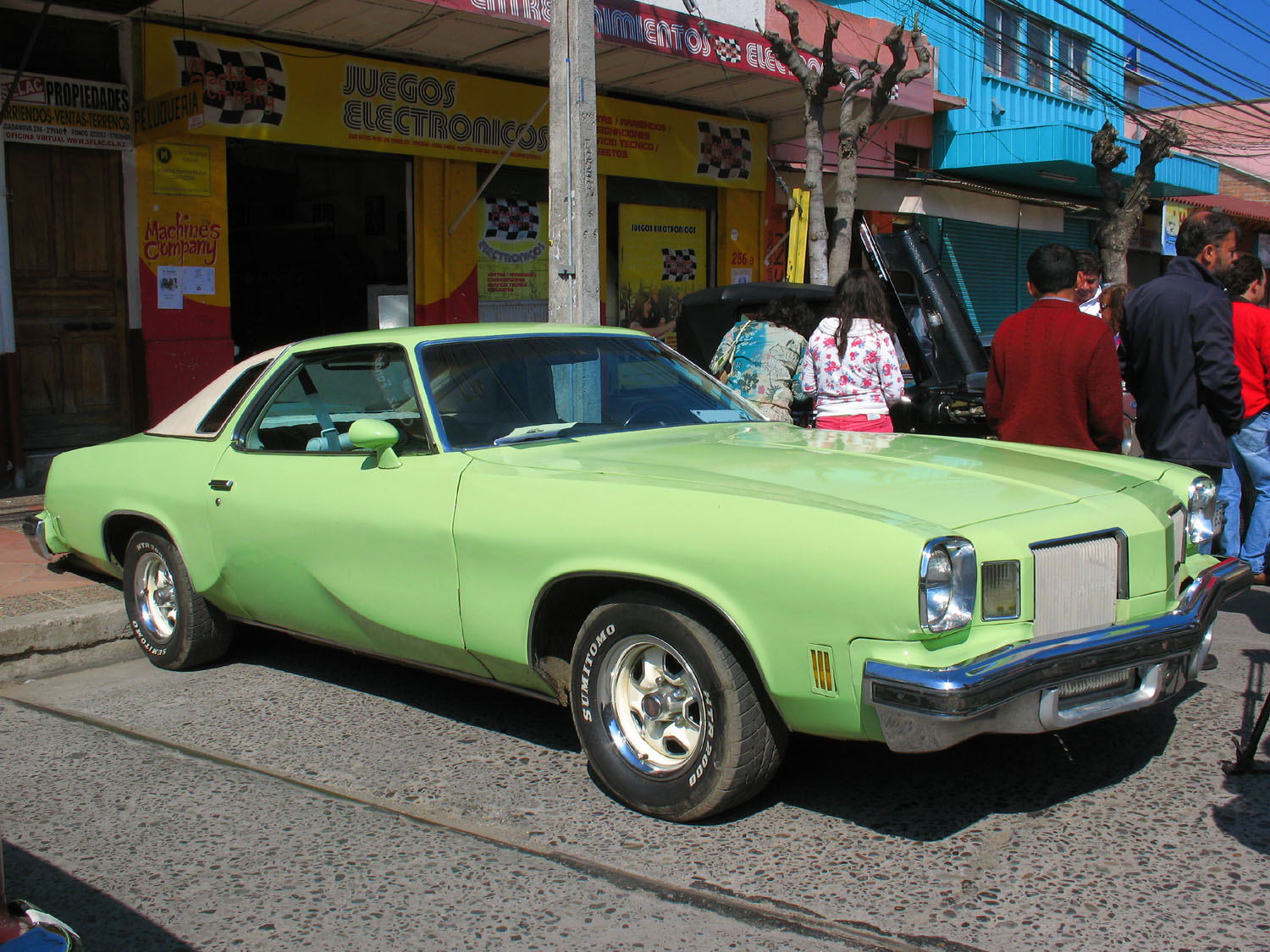
Oldsmobile Cutlass Coupe (1973–1977)
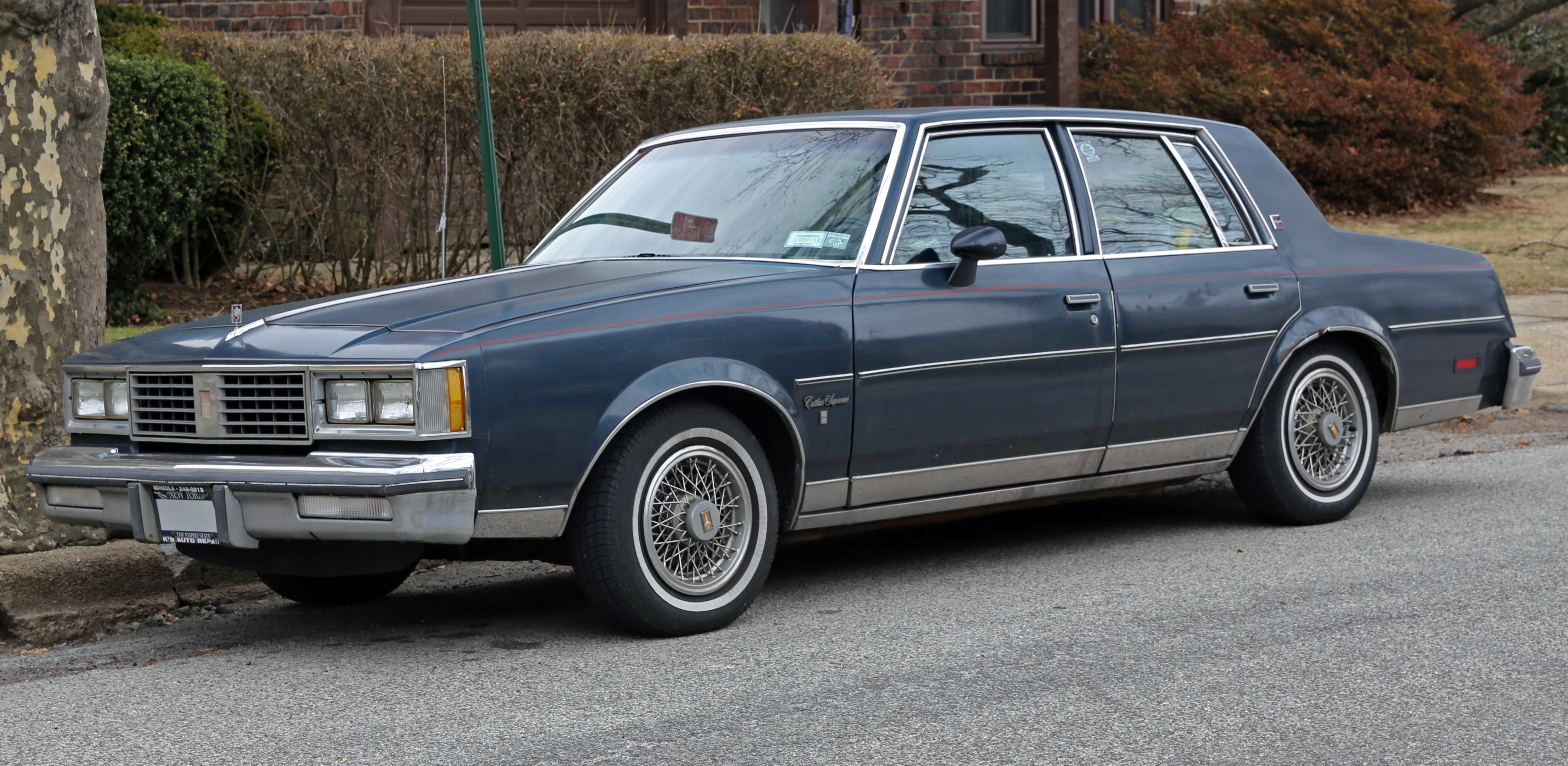
Oldsmobile Cutlass Supreme (1978–1988)
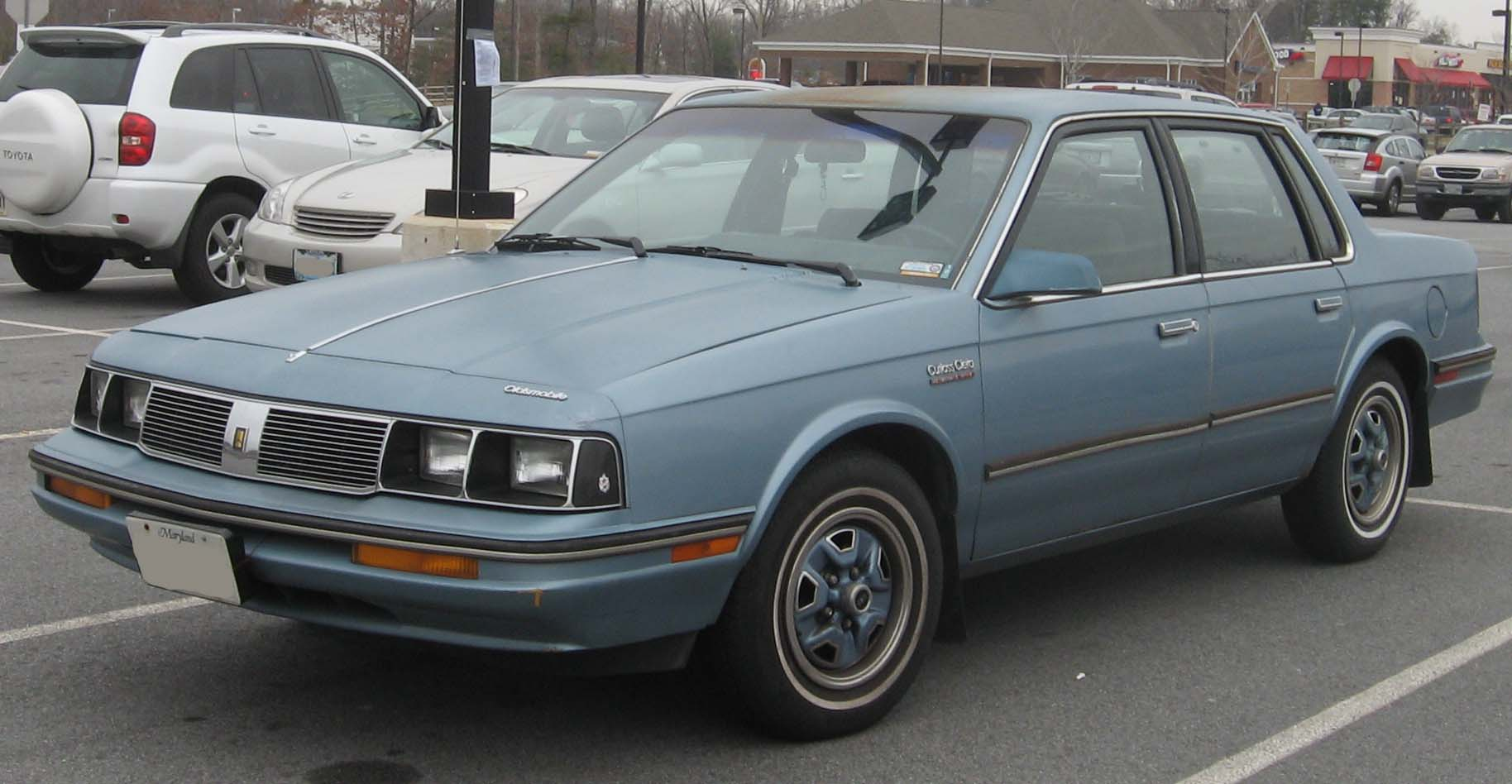
Oldsmobile Cutlass Ciera (1982–1996)
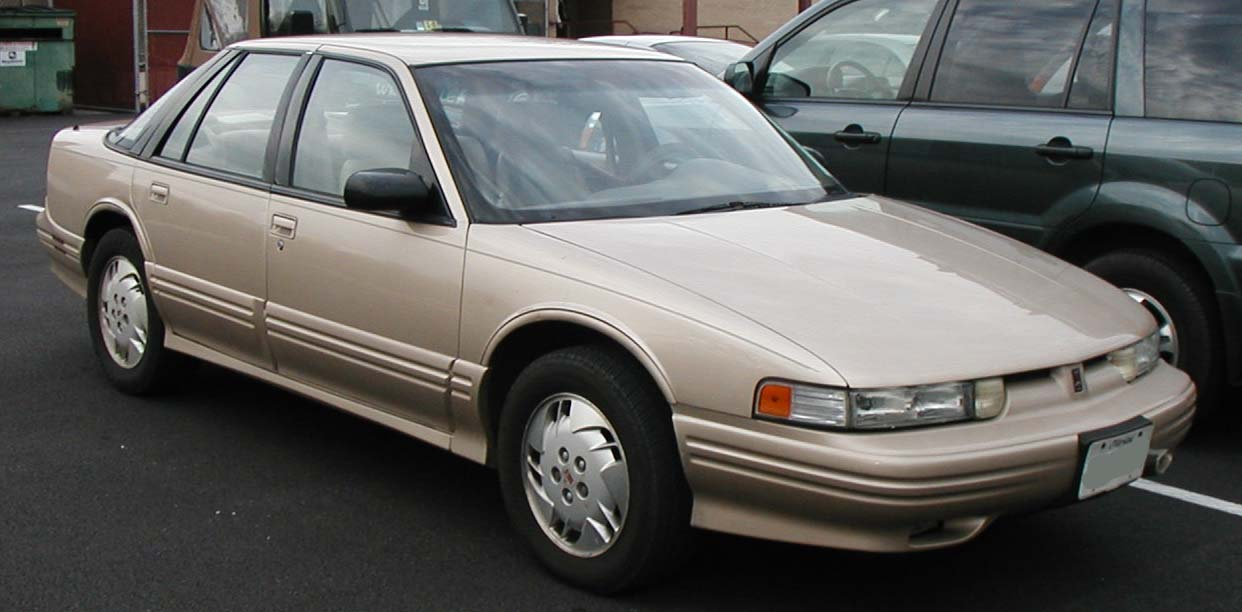
Oldsmobile Cutlass Supreme (1982–1997)
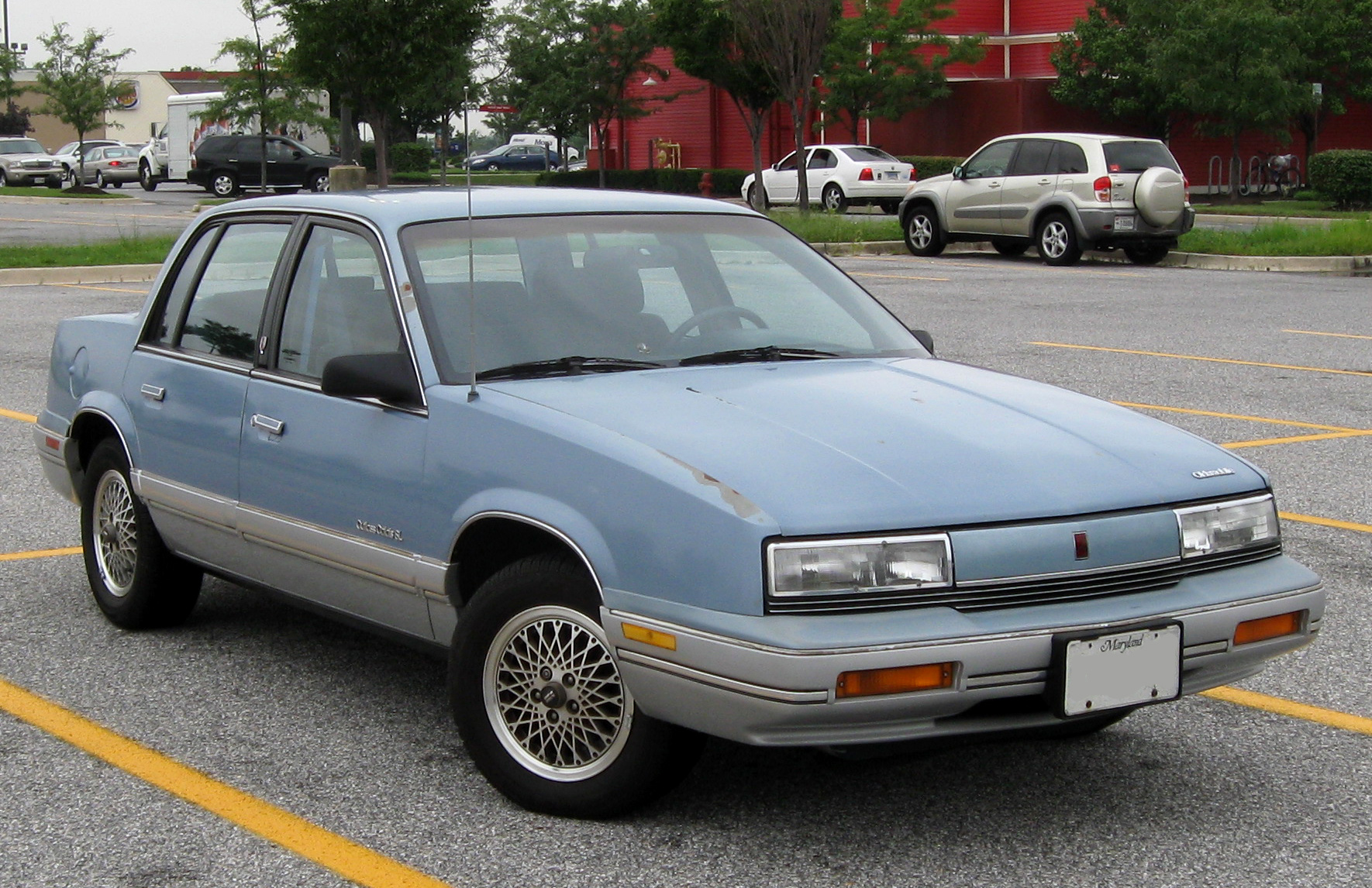
Oldsmobile Cutlass Calais (1985–1991)

## Шосте покоління

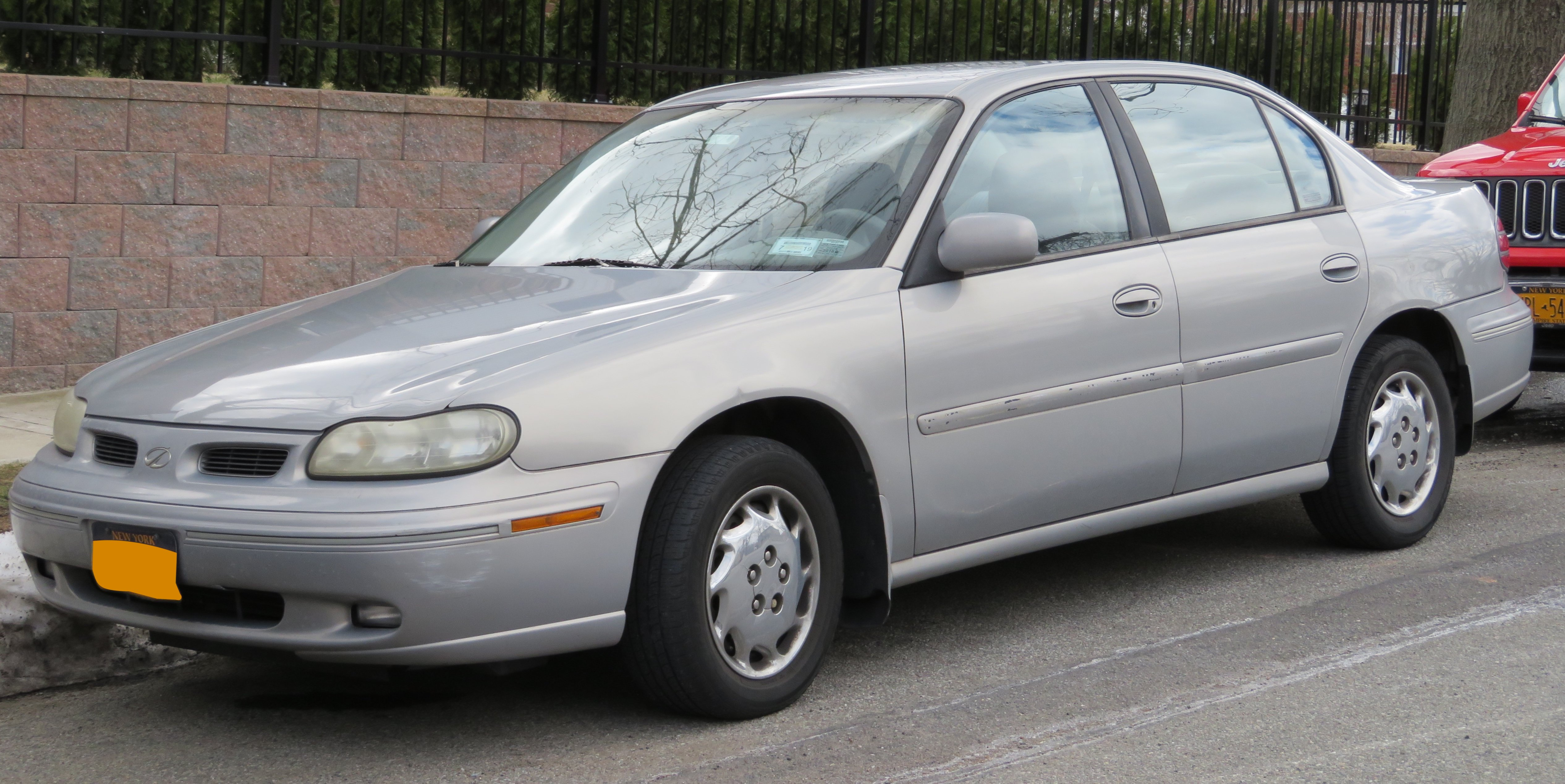

Новий Oldsmobile Cutlass дебютував в 1997-му модельному році як покращена версія Chevrolet Malibu. У Cutlass були кілька незначних відмінностей. Візуально він мав інші ґрати радіатора, як і інші Oldsmobile в той час, і всі червоні задні ліхтарі. Автомобіль комплектувався тільки двигуном 3,1 л GM 60° L82 V6. Автомобіль був доступний в комплектаціях GL та GLS. Доступні варіанти базової моделі GL включали електроскло, сидіння водія з електричними регулюваннями, дзеркала з електричним регулюванням, CD-програвач та колеса із сплаву. GLS включала більшість варіантів GL як стандартне обладнання плюс доданий шкіряний салон. Це покоління Cutlass виготовлено щоб заповнити прогалину, що залишилася після припинення виробництва Oldsmobile Ciera, до появи нового нового Oldsmobile Alero. Виробництво цього покоління Cutlass закінчилося 2 липня 1999 року, що зробило його останнім транспортним засобом Cutlass.

### Двигун
- 3,1 л GM 60° L82 V6